# Kjell Kaspersen
Kjell Robert Kaspersen (Oslo, 7 aprile 1939) è un ex calciatore norvegese, di ruolo portiere.

## Carriera

### Club
Kaspersen giocò per lo Skeid dal 1959 al 1972, vincendo un campionato e due edizioni della Norgesmesterskapet.

### Nazionale
Conta 34 presenze per la Norvegia. Esordì il 27 giugno 1961, nella sconfitta per 4-1 contro la Finlandia. Il 19 maggio 1965, in occasione del successo per 7-0 sulla Thailandia, segnò un gol su calcio di rigore: diventò così l'unico portiere a segnare una rete con la maglia della Nazionale norvegese.

## Palmarès

### Club

#### Competizioni nazionali
- Campionato norvegese: 1

Skeid: 1966
- Coppa di Norvegia: 2

Skeid: 1963, 1965